# In Wahrheit
In Wahrheit ist eine Kriminalfilmreihe des ZDF mit Christina Hecke in der Hauptrolle, die seit 2017 ausgestrahlt wird. Hauptschauplatz ist das Saarland.

Die Folgen 10+11 wurden teilweise in Aumühle, Schleswig-Holstein in der Zeit vom 11.-13. August gedreht.

## Handlung
Kriminalkommissarin Judith Mohn ermittelt zusammen mit ihrem Kollegen Freddy Breyer und dem Polizisten im Ruhestand Markus Zerner.

## Episodenliste
| Nr. | Originaltitel                    | Erstausstrahlung     | Regie                 | Drehbuch                            | Einschaltquote ZDF                  |
| --- | -------------------------------- | -------------------- | --------------------- | ----------------------------------- | ----------------------------------- |
| 1   | Mord am Engelsgraben             | 9. Juni 2017 (Arte)  | Miguel Alexandre      | Harald Göckeritz, Miguel Alexandre  | 6,37 Mio. (20,6 % MA) 18. Nov. 2017 |
| 2   | Jette ist tot                    | 14. Sep. 2018 (Arte) | Matthias Tiefenbacher | Mathias Schnelting                  | 4,36 Mio. (14,8 % MA) 23. Feb. 2019 |
| 3   | Still ruht der See               | 20. Apr. 2019 (Arte) | Miguel Alexandre      | Harald Göckeritz, Miguel Alexandre  | 7,14 Mio. (19,9 % MA) 4. Apr. 2020  |
| 4   | Jagdfieber                       | 24. Apr. 2020 (Arte) | Thomas Roth           | Fabian Thaesler, Thomas Roth        | 5,31 Mio. (20,8 % MA) 12. Sep. 2020 |
| 5   | In einem anderen Leben           | 23. Apr. 2021 (Arte) | Jens Wischnewski      | Zora Holt                           | 4,65 Mio. (21,6 % MA) 21. Aug. 2021 |
| 6   | Unter Wasser                     | 18. Feb. 2022 (Arte) | Miguel Alexandre      | Zora Holt                           | 4,89 Mio. (22,2 % MA) 3. Sep. 2022  |
| 7   | Blind vor Liebe                  | 27. Jan. 2023 (Arte) | Gunnar Fuss           | Katja Töner                         | 4,32 Mio. (19,5 % MA) 26. Aug. 2022 |
| 8   | Zwischen Recht und Gerechtigkeit | 15. März 2024 (Arte) | Kirsten Laser         | Mathias Schnelting                  | 4,16 Mio. (20,9 % MA) 31. Aug. 2024 |
| 9   | Für immer Dein                   | 28. März 2025 (Arte) | Kirsten Laser         | Magdalena Grazewicz, Thomas Gerhold | –                                   |

## Kritiken
„Die Kommissarin aus Saarlouis ist dank Christina Hecke eine in jeder Hinsicht attraktive Hauptfigur und endlich mal eine Ermittlerin ganz ohne Macke.“ Ungewöhnlich und „reizvoll ist auch die Figur eines Polizisten im Ruhestand: Markus Zerner“, meinte der Kritiker Tilmann P. Gangloff.
Bei der Frankfurter Rundschau war hingegen zu lesen: „So richtig hat keiner verstanden, warum ‚In Wahrheit‘ vor zwei Jahren zu einer Reihe geworden ist. Die Einschaltzahlen waren solide, die Darsteller sind durchgehend lobenswert, aber ... warum das alles? Die deutschen Fernsehkrimilandschaft leidet nun beim besten Willen keinen Mangel an toughen, aber einfühlsamen Kriminalkommissarinnen, die mit ihren Kollegen vor milieuträchtige Häuser vorfahren, einige Dialogzeilen Verhör auf drei angestrengte Minuten auswalzen und dann wieder ins Auto steigen und weiterfahren. Und das Saarland als Handlungsort ist nun auch nicht gerade unterrepräsentiert in der deutschen Fernsehlandschaft.“
Bei film-rezensionen.de stellte Oliver Armknecht fest: „Bei den vielen Krimireihen, die derzeit fürs deutsche Fernsehen produziert werden, braucht es schon ein bisschen was, um sich von der Konkurrenz abzuheben. Bei In Wahrheit ist das – der Titel verrät es – der Bezug auf wahre Fälle. Als Idee ist das nicht schlecht, schließlich sind True Crime Geschichten ein echter Publikumsmagnet. Richtig viel draus gemacht wird in der auf arte und im ZDF ausgestrahlten Reihe aber nicht. Nur selten wird auf den zugrundeliegenden Fall eingegangen.“ „Das eigentliche Problem der Reihe ist aber weniger das ungenutzte Potenzial. Vielmehr sind die Fälle oft nicht besonders gelungen.“ Die Filme lassen oft „die Spannung vermissen, die man bei einem Krimi einfordern darf.“